# Libertarian National Socialist Green Party
Libertarian National Socialist Green Party är ett nationalsocialistiskt politiskt parti i USA. Dess symbol är ett svart hakkors i en vit cirkel mot mörkgrön bakgrund. 2007 uppgavs det att Craig Smith var en företrädare för Libertarian National Socialist Green Party.

## Grön libertarianism
Partiet vill avskaffa alla bidragssystem och istället använda dessa pengar till att förbättra miljön. 
Avskaffandet av alla bidragssystem kan ses som en radikal nyliberal politik, medan förslaget att använda alla dessa pengar till att förbättra miljön kan ses som en radikal grön politik. 
Andra miljöreformer är att de vill arbeta för att onödiga fabriker stängs ner och att begränsa hur stor del av naturen som människan använder sig av. Partiet är som många gröna partier för "lokalisering", i motsats till globalisering. Med lokalisering menar de att varje område kan definiera sin egen politik och leva efter sina egna värderingar. De vill också koncentrera städerna och använda marken mer effektivt.

## Nationalsocialistisk, konservativ inriktning
I likhet med andra nationalsocialistiska partier vill de skilja på olika etniska grupper och de vill arbeta för sin egen grupp, vita amerikaner. De lagar riktade mot diskriminering som nu finns inom flera områden, som sjukvård, bostäder, offentlig service med mera, vill de avskaffa.  Vidare anser de att samhället är kollektivt ägt av folket, att samhället bör agera i folkets intresse och att varje etnisk grupp bör ha sitt eget hemland eftersom de menar att "in a consensus group one can declare poisoning the earth to be a great offense". 
Partiet vill ha fler poliser på gatorna, och anser att de som begår upprepade brott skall utvisas, men de är emot DNA-databaser.
Deras egentliga mål är dock inte endast att utvisa de som begår brott, utan de menar att alla som inte har germanskt ursprung skall utvisas från USA.
Jeffrey Weise, som i mars 2005 utförde Red Lake-massakern i Red Lake, Minnesota, kan ha haft någon form av anknytning till The Libertarian National Socialist Green Party.